# ANSA (통신사)

ANSA(Agenzia Nazionale Stampa Associata)는 이탈리아의 주도적인 통신사이다. ANSA는 비영리 기업으로, 구성원들과 소유자들이 이탈리아 내 36개의 주도적인 뉴스 단체들에 존재한다. 임무는 공평하고 객관적인 뉴스 보고를 배급하는 것이다.
1945년 1월 15일 설립되었다.

## 파트너
- 코리에레 델라 세라
- 코리에레 델로 스포르트 - 스타디오
- 가제타 델로 스포르트
- 스탐파
- 라 레푸블리카